# Viktor Amadeus I. (Savoyen)

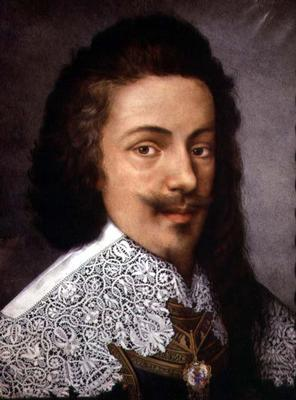
Viktor Amadeus I., Herzog von Savoyen. Porträt von Giovanna Garzoni, 1635

Viktor Amadeus I. (* 8. Mai 1587 in Turin; † 7. Oktober 1637 in Vercelli) war Herzog von Savoyen.

## Leben
Er war der zweite Sohn von Karl Emanuel I. von Savoyen und dessen Gemahlin Catalina von Spanien.
Viktor Amadeus folgte 1630 seinem Vater auf den Thron von Savoyen. Er schloss den Frieden von Cherasco mit Frankreich, in dem er zwar territoriale Gewinne erzielte, aber auch gezwungen war, ein ungleiches Bündnis mit dem militärisch überlegenen Frankreich einzugehen, dessen Satellit Savoyen wurde. Die Abhängigkeit von Frankreich belastete ihn und führte auch zum Zerwürfnis mit seinen Geschwistern Moritz, Margarete und Thomas, der General in spanischen Diensten wurde.
Seit 1632 beanspruchte Viktor Amadeus den Königstitel. Das Haus Savoyen konnte Ansprüche auf die Krone von Zypern und Jerusalem geltend machen, die allerdings seit langem vom Osmanischen Reich annektiert worden waren. Die Durchsetzung der internationalen Anerkennung dieses Anspruchs wurde ein zentrales Ziel der Außenpolitik Savoyens bis zum Frieden von Utrecht.
Am 10. Februar 1619 vermählte er sich im Louvre mit Christine von Frankreich, Tochter von Heinrich IV. Sein Vater hatte die Ehe arrangiert, um ein Bündnis mit Frankreich zu schließen, dass aber kurz vor dessen Tod aufgrund der Erbfolgefrage in Mantua (Mantuanischer Erbfolgekrieg) zerbrochen war.

## Nachkommen
Mit Christine hatte er sieben Kinder:
- Luigi Amadeo (* 1622; † 1628), Prinz von Savoyen,
- Ludovica Cristina (* 1629; † 1692), Prinzessin von Savoyen und Ehefrau von Moritz von Savoyen
- Franz Hyazinth (* 1632; † 1638), Herzog von Savoyen,
- Karl Emanuel II. (* 1634; † 1675), Herzog von Savoyen,
- Violanta Margareta (* 15. November 1635; † 29. April 1663) ⚭ 1660 Ranuccio II. Farnese, Herzog von Parma
- Caterina Beatrice (* 6. November 1636; † 26. August 1637), Prinzessin von Savoyen, und
- Adelaide Henriette (* 1636; † 1676), Herzogin von Bayern.

## Nachfolge
Nach seinem unerwarteten Tod 1637 übernahm Christina von Frankreich die Vormundschaft über die Brüder Franz Hyazinth und Karl Emanuel und damit die Regentschaft über Savoyen-Piemont. Ihre frankreichfreundliche Politik erregte das Missfallen ihrer habsburgfreundlichen Schwager Moritz und Thomas, die an der Regentschaft beteiligt werden wollten. Es kam zu einem vierjährigen Erbfolgekrieg, der zugleich Stellvertreterkrieg zwischen Frankreich (Christina von Frankreich) und den Habsburgern (Moritz, Thomas) war. Die geschickt agierende Christina von Frankreich ging aus diesem Konflikt siegreich hervor. Die beiden Schwager wurden in mittleren Positionen in die weiter frankreichfreundliche Politik eingebunden. Zur Besieglung des Friedensschlusses von 1642 wurde die Ehe zwischen Moritz von Savoyen und der erst vierzehnjährige Ludovica Cristina vereinbart. Im Fall des Todes des kränklichen Karl Emanuel II. wäre so Moritz Herzog geworden. Die Rückkehr in den weltlichen Stand war Moritz von Savoyen möglich, da er aufgrund eines Dispens von Papst Paul V. bei der Ernennung zum Kardinal keine kirchlichen Weihen empfangen hatte.